# Clara Obligado
Clara Obligado Marcó del Pont (sinh năm 1950) là một nhà văn người Argentina gốc Tây Ban Nha.

## Tiểu sử
Clara Obligado có bằng cấp về chuyên ngành Văn học từ Đại học Công giáo Giáo hoàng Argentina. Từ năm 1976, bà sống ở Madrid, một người lưu vong chính trị của chế độ Argentina được gọi là Quá trình tái tổ chức quốc gia và bà mang quốc tịch Tây Ban Nha.
Bà là một trong những người đầu tiên bắt đầu tổ chức các hội thảo viết sáng tạo, độc lập và tại Đại học Giáo dục Từ xa, Círculo de Bellas Artes, và hiệu sách Soones de Madrid, cùng với nhiều tổ chức khác. Năm 1978, bà thành lập Hội thảo Viết sáng tạo của Clara Obligado, một trong những trung tâm của ngành học này có thời gian tồn tại lâu nhất ở Tây Ban Nha và hiện bà đang chỉ đạo, giảng dạy các khóa học ở cả hình thức trực tiếp và từ xa.
Theo Juan Casamayor, biên tập viên của Páginas de Espuma (một nhà xuất bản chuyên về thể loại này), Clara Obligado là người giới thiệu câu chuyện vi mô ở Tây Ban Nha, thông qua các hội thảo văn học của bà.
Năm 1996, bà nhận được giải thưởng Lumen Women's cho cuốn tiểu thuyết La hija de Marx. Bà cũng là tác giả của tiểu thuyết Si un hombre vivo te hace llorar, No le digas que lo quieres, và Salsa.
Trong các cuốn sách tiểu luận của mình, bà ấy đã đề cập đến các chủ đề liên quan đến phụ nữ và văn hóa, như trong tác phẩm của bà ấy, đó là một biện pháp tránh thai.
Năm 2012, bà đã giành được giải thưởng Setenil với cuốn truyện ngắn El libro de los viajes Equivocados, và năm 2015, Giải thưởng tiểu thuyết ngắn Juan March Cencillo với Petrarca para viajeros.

## Tác phẩm

### Tiểu thuyết
- La hija de Marx, Biên tập Lumen, 1996, được phát hành lại vào năm 2013 bởi Galerna
- Si un hombre vivo te hace llorar, Editorial Planeta, 1998, đã được dịch sang tiếng Hy Lạp
- Không có le digas que lo quieres, Biên tập Anaya, 2002
- Salsa, Editorial Plaza y Janés, 2002, được xuất bản dưới dạng âm thanh tại Hoa Kỳ
- Petrarca para viajeros, Biên tập Pretextos, 2015

### Truyện ngắn

#### Hợp tuyển và hợp tác
- Sobre Morpios y otros cuentos, với Miguel Argibay, Antonio Calvo Roy và Patricio Olivera; Biên tập viên Jose Matesanz, bộ sưu tập Trasgos de Metro, Madrid, 1982
- Cartas eróticas, hợp tác với Ángel Zapata [es], Ed. Temas de Hoy, 1990
- "El cazador", in: Soones al alba, Biên tập Alfaguara, Madrid, 1999, trang 107-122
- Manjares económicos, hợp tác với Mariángele Fernández, Ed. Alianza.
- Deseos de tees, hợp tác với Carmen Posadas, Mariángele Fernández, và Pilar Rodríguez, Ed. Quảng trường Jan Jan

#### Tuyển tập vi mô
- Por ủng hộ, biển 1 và 2 (Ed. Clara Obligado). Biên tập Páginas de Espuma, Madrid, 2001 và 2009

#### Truyện
- Una tees en la cama y otros cuentos, Catriel, Madrid, 1990
- Las otras vidas, Biên tập Páginas de Espuma, Madrid, 2006
- El libro de los viajes Equivocados, Biên tập Páginas de Espuma, Madrid, 2011
- La muerte juega a los dados, Biên tập Páginas de Espuma, Madrid, 2015

### Biên tập tác phẩm của các tác giả mới
- Qué mala suerte tengo con los hombres (Ed. Clara Obligado), Catriel, Madrid, 1997
- Cuentos para leer en el metro (Ed. Clara Obligado), Catriel, Madrid, 1999
- Lịch sử de amor y desamor (Ed. Clara Obligado), Trivium, Madrid, 2001
- Jonás y las palabras Difíciles (Ed. Clara Obligado), Ed. Cao hơn de Escritura Creativa, Madrid
- La Isla (Ed. Clara Obligado) Ed. Cao hơn de Escritura Creativa, Madrid

### Khác
- Cartas eróticas, tiểu luận, với Ángel Zapata, Temas de Hoy, Madrid, 1993
- Manjares económicos: cocina para lítatos, golosos y viajeros, với Mariángele Fernández, Biên tập Alianza, Madrid, 1995
- Qué se ama cuando se ama, với hình minh họa của Pat Andrea, Ed. Ovejas al lobo, Madrid, 1997
- Qué me pongo, tiểu luận, Biên tập Plaza y Janés, Madrid, 2000
- Estética de la Elimión, tiểu luận, trong: En sus propias palabras: Escritoras Españolas ante el mercado lítario, Henseler, Christine (ed.), Madrid: Torremozas, 2003, trang 77-96
- Một người tránh thai. La otra mitad de la historia, tiểu luận, Plaza y Janés, Madrid, 2004; phiên bản mở rộng: Sudamericana, Buenos Aires, 2005, được dịch sang tiếng Pháp bởi Ed. Lưới
- ¿De qué se ríe la Gioconda? o ¿por qué la vida de las teeses no está en el arte?, tiểu luận, Biên tập Temas de hoy, Madrid, 2006
- Deseos de tees, với Mariángele Fernández, Carmen Posadas và Pilar Rodríguez, Plaza y Janés, Madrid, 2008
- "Viaje al centro de los libros", phần mở đầu của tuyển tập La distancia chính xác. Cuentos sobre el viaje, Biên tập Fin de Viaje, Baza (Granada), 2013
- 201, được biên soạn bởi David Roas và José Donayre Hoefken [es], Lima: Ediciones Altazor, 2013

## Giải thưởng
- Giải thưởng tiểu thuyết Lumen Women's, cho La hija de Marx, Barcelona, 1996 [4]
- Chung kết giải Premio de Narrativa Breve Ribera del Duero lần thứ 2, cho El libro de los viajes Equivocados, 2011 [6]
- Giải thưởng Setenil, cho El libro de los viajes Equivocados, 2012 [2]
- Giải thưởng tiểu thuyết ngắn Juan March Cencillo, cho Petrarca para viajeros, 2015 [5]

## liên kết ngoài
- Trang web chính thức      (tiếng Tây Ban Nha)